# Мазурци
Мазурци (пољ. Mazurzy) су малобројни западнословенски народ сродан Пољацима, који претежно живи у Пољској регији Мазурији, то јест у Варминско-мазурском војводству. Они су потомци древног словенског племена Мазовљана и говоре мазурским дијалектом. Има их укупно од 5.000 до 15.000, највише у Пољској, али има их и у Немачкој, Русији и другим државама. Од тога се око 1.376 званично изјаснило као Мазурци. Протестантске су вероисповести, а говоре мазурским језиком, који спада у словенску групу индоевропске породице језика.

## Језик
Мазурци говоре мазурским језиком који припада словенској групи индоевропске породице језика. Неки лингвисти сматрају да је мазурски језик посебан дијалекат пољског језика, док неки сматрају да је одвојен језик.

## Религија
Готово сви Мазурци су протестанти лутерани. Они су 1525. године прешли са католицизма на протестантизам за време протестантске реформације када је војвода Пруске, Алберт секуларизовао војводство и преобратио се. Католички Вармјаци и Мазовљани нису били утичени због тога што су настањивали делове који су пре припадали Пољском краљевству. Али, за разлику од Мазураца, Вармјаци су остали католици.

## Занимљивости
По Мазурцима је добио и име чувени народни плес мазурка који се изводи у трочетвртинском такту.